# МТЗ-2
МТЗ-2 — марка колёсного универсально-пропашного трактора общего назначения, выпускавшегося Минским тракторным заводом с 1954 по 1958 год и Южным машиностроительным заводом с 1954 по 1958 годы.

Первый массовый советский колесный универсально-пропашной трактор на пневматических шинах. Мощность двигателя 27,2 кВт (37 л. с.), конструктивная масса трактора 3250 кг, максимальная скорость 3,78 м/с (13 км/ч), число передач переднего хода 5, заднего — 1, удельный расход топлива 299,2 г/( кВт⋅ч). Трактор не оснащался кабиной. В процессе эксплуатации был выявлен ряд недостатков, поспособствовавших полному переходу к выпуску его последователя, трактора марки МТЗ-5.
14 октября 1953 года на главном конвейере Минского тракторного завода закончилась сборка тракторов МТЗ-1 и МТЗ-2, созданных по чертежам заводских конструкторов. С 1954 года был налажен серийный выпуск тракторов данной модели, который продолжался по 1958 год. Модель МТЗ-1 отличалась от «двойки» сближенными друг к другу управляемыми колёсами и предназначалась для работы с высокостебельными культурами (кукуруза, подсолнечник).

## Назначение и конструкция
МТЗ-2 предназначался для выполнения работ по уходу и уборке пропашных культур с прицепными и навесными машинами; на пахоте легких почв, предпосевной обработке, посеве и уборке зерновых культур, а также на транспортных работах и для привода стационарных машин.
Конструкция трактора была специально спроектирована для междоурядной обработки низкостебельных культур с совпадающим следом передних и задних колес.

## Достоинства и недостатки
В числе главных достоинств трактора МТЗ-2 — полная взаимозаменяемость корпуса коробки передач, заднего моста, деталей конечной передачи, блокировки дифференциала, деталей полурамы, шестерен коробки передач (1-й передачи и заднего хода и промежуточной заднего хода) с трактором предыдущей модели. Кроме этого разрешалась агрегатно-комплектная взаимозаменяемость ВОМ, насоса, распределителя гидросистемы и т. д. При этом унификация тракторов Минского тракторного завода с тракторами Южного машиностроительного завода тягового класса 1.4 была стопроцентной.
К главным недостаткам трактора можно отнести низкую транспортную скорость (13 км/ч), недостаточное число передач, высокий расход топлива.